# Barbara Nadalin
Barbara Nadalin (San Vito al Tagliamento, 22 dicembre 1972 – Udine, 14 luglio 2012) è stata una canoista italiana.

## Carriera
Nata a San Vito al Tagliamento, in provincia di Pordenone, nel 1972, iniziò a gareggiare nel 1982, a 10 anni. Si laureò in ingegneria a Pordenone. A 23 anni partecipò ai Giochi Olimpici di Atlanta 1996 nello slalom K-1, chiudendo al 15º posto con 181.14. Nello stesso anno vinse il bronzo agli Europei di canoa slalom ad Augusta nello slalom K-1 a squadre. Nel 1999 ottenne un altro bronzo, nello slalom K-1 individuale, nella tappa di Coppa del Mondo a Tacen, in Slovenia. Morì nel luglio 2012, a 40 anni non ancora compiuti, a causa di una piastrinopatia con cui lottava da 10 anni. Le è stata intitolata la Scuola Nazionale Canoa Libertas sul Lago della Burida, tra Porcia e Pordenone.

## Palmarès
- Europei

Augusta 1996: bronzo nello slalom K-1 a squadre.
- Coppa del Mondo

1999: bronzo nello slalom K-1 nella tappa di Tacen.